# Dónde Están Los Ladrones?
Dónde Están Los Ladrones? е четвъртият студиен албум на колумбийската певица Шакира. Издаден е на 29 септември 1998 г.

## Списък с песни

### Оригинален траклист
1. „Ciega, sordomuda“ – 4:28
2. „Si te vas“ – 3:30
3. „Moscas en la casa“ – 3:32
4. „No creo“ – 3:53
5. „Inevitable“ – 3:13
6. „Octavo día“ – 4:32
7. „Que vuelvas“ – 3:51
8. „Tú“ – 3:35
9. „¿Dónde están los ladrones?“ – 3:14
10. „Sombra de ti“ – 3:35
11. „Ojos así“ – 3:57

### Японско издание
1. „Ciega, sordomuda“ (12´full mix) – 10:52
2. „Ciega, sordomuda“ (радио редактиран) – 4:37

### Немско преиздание
1. „Estoy aquí“ – 3:44
2. „Ojos así“ (сингъл версия) – 3:56

### Индонезийско издание
1. „Estoy aquí“ (албумна версия) – 3:44
2. „Estoy aquí“ (Love + Tears Mix) – 5:07
3. „Estoy aquí“ (Club Mix) – 9:04